# Fé
Fé è un singolo del producer italiano Stabber, pubblicato il 16 dicembre 2022.
Il brano è stato realizzato mediante la partecipazione vocale della cantautrice italo-brasiliana Gaia.

## Descrizione
L’idea di Fé è nata da una lunga chiacchierata tra il produttore e la cantante rispetto a fede e spiritualità e come il mondo in cui viviamo oggi ci spinge ad agire secondo la testa e non più il cuore.
La necessità di essere schietti ma vulnerabili, arrabbiati ma speranzosi, ha concesso al brano di trovare un balance perfetto tra un sound confortante e minimalista e momenti di aggressività sonora.

## Video musicale
Il video è stato pubblicato in concomitanza del lancio del singolo sul canale YouTube del produttore.

## Tracce
Testi di Stefano Tartaglini e Gaia Gozzi, musiche di Stefano Tartaglini.
1. Fé (feat. Gaia) – 2:45